# Нижньогородська консерваторія

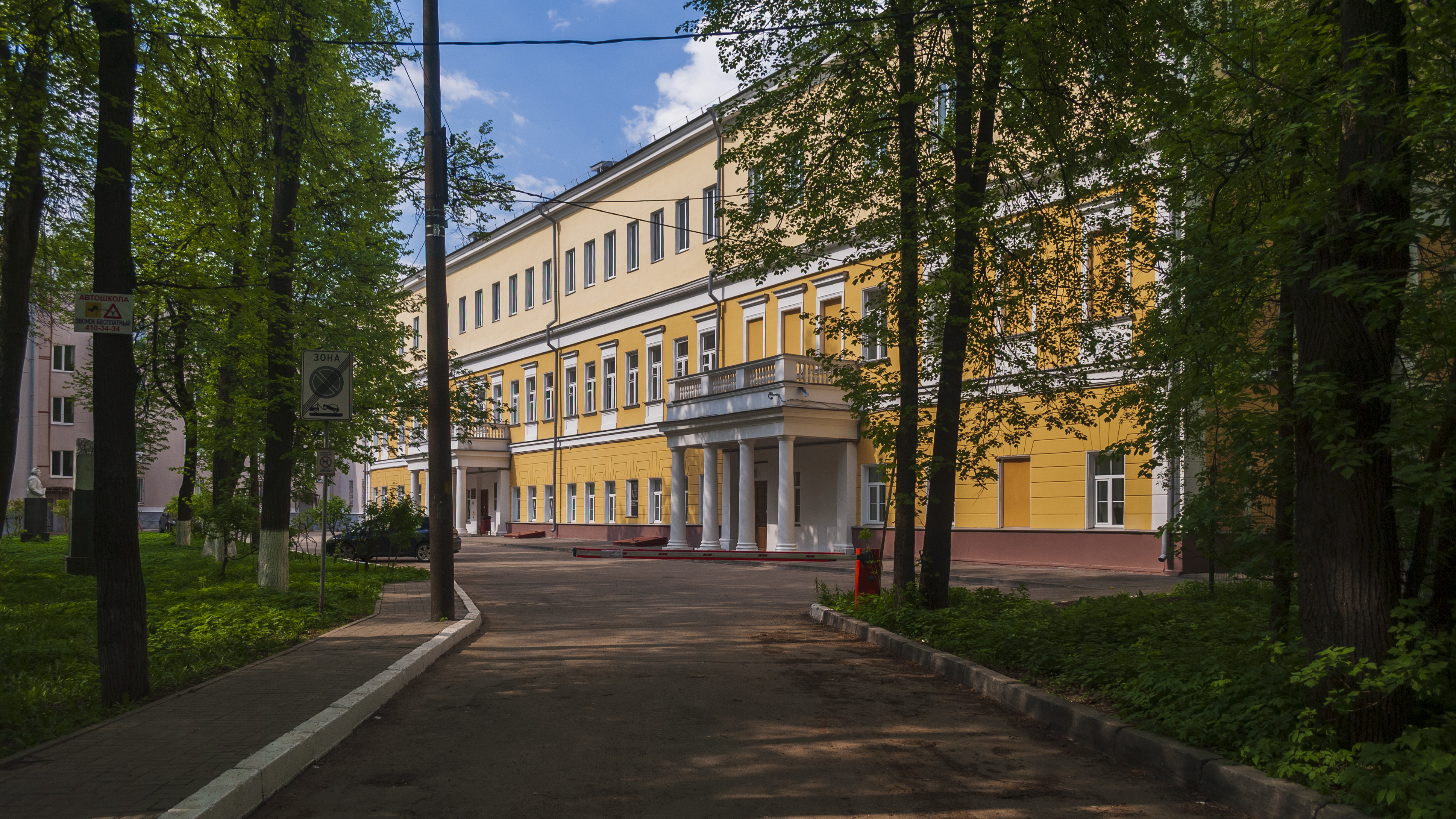
Нижньогородська консерваторія

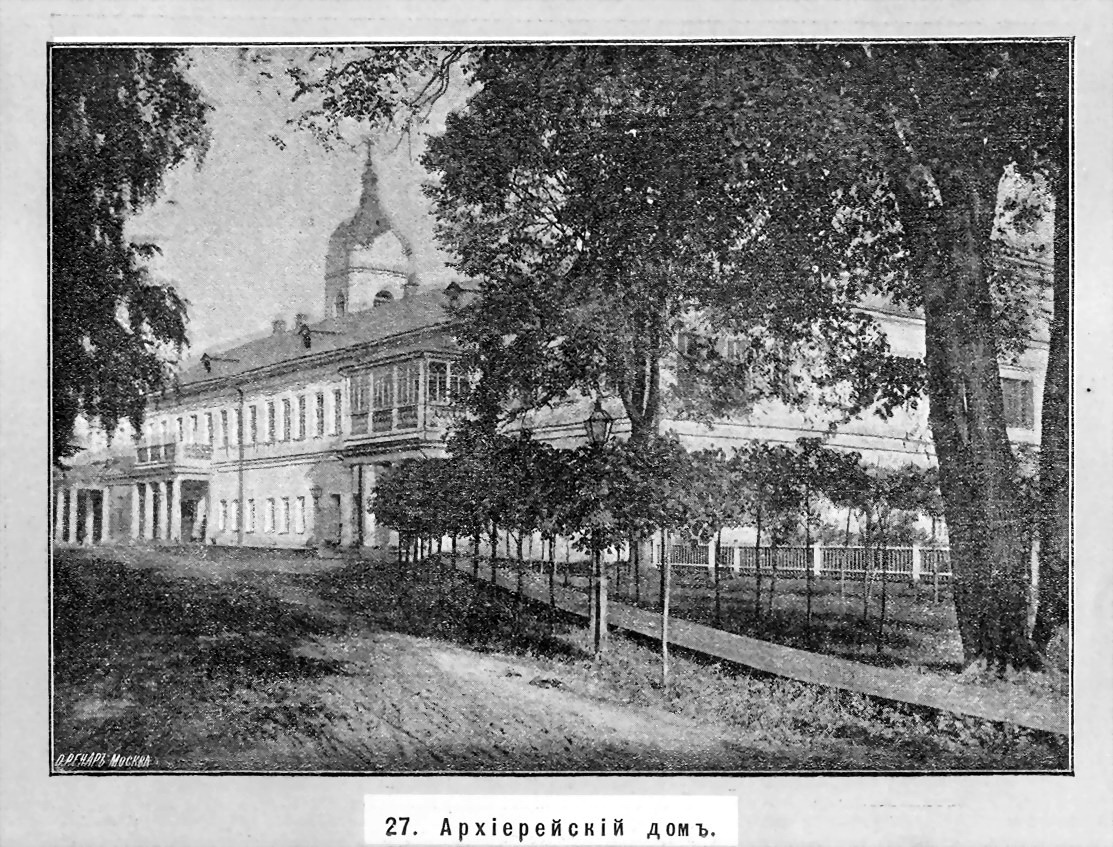
Архієрейський будинок (резиденція глави Нижньогородської єпархії). Нині — Нижньогородська державна консерваторія ім. М. І. Глінки. Фото 1896 року

Нижньогородська державна консерваторія ім. М. І. Глінки (рос. Нижегоро́дская госуда́рственная консервато́рия им. М.И. Гли́нки) — російська консерваторія, розташована в Нижньому Новгороді.

## Історія
Заснована в 1946 році. В 1957 р. присвоєно ім'я відомого російського композитора Михайла Івановича Глінки.
Розміщується в будівлі колишнього Архієрейського будинку, добудованого в 1947 році третім поверхом.
В 1960 р. у Великому концертному залі консерваторії був встановлений орган.
В 1964 р. в консерваторії був проведений фестиваль музики Дмитра Шостаковича.
З 2001 р. проводиться Всеросійський відкритий конкурс музикантів-виконавців імені Аркадія Нестерова.

### Репутація
У 2014 році ректор закладу Фертельмейстер Е.Б. став одним із підписантів Заяви діячів культури на підтримку дій Путіна в Україні та Криму

## Структура

### Факультети
- Фортепіанний факультет
- Оркестровий факультет
- Факультет народних інструментів
- Диригентський факультет
- Вокальний факультет
- Композиторсько-музикознавчий факультет
- Факультет додаткової освіти та підвищення кваліфікації

### Кафедри
- Спеціального фортепіано I
- Спеціального фортепіано II
- Камерного ансамблю
- Концертмейстерської майстерності
- Струнних інструментів
- Дерев'яних духових інструментів
- Мідних духових та ударних інструментів
- Народних інструментів
- Сольного співу
- Акторів музичного театру
- Оперної підготовки, оркестрового і оперно-симфонічного диригування
- Хорового диригування
- Композиції та інструментовки
- Теорії музики
- Історії музики
- Прикладного музикознавства
- Музичної звукорежисури
- Кафедра фортепіано
- Кафедра іноземних мов
- Кафедра педагогіки і методики музичної освіти
- Кафедра філософії та естетики

### Секції
- Секція органу і клавесина
- Секція фізичного виховання та БЖ